# Lean on Me (Bill Withers)
Lean on Me è un brano musicale scritto e interpretato dal cantautore statunitense Bill Withers. Il brano è stato pubblicato nel 1972 come singolo estratto dal secondo album in studio dell'artista, ossia Still Bill.

## Tracce
- 7"

1. Lean on Me - 3:45
2. Better Off Dead - 2:13

## Versione dei Club Nouveau
Nel 1987 il gruppo musicale statunitense Club Nouveau ha pubblicato una cover del brano, quale estratto dal loro primo album Life, Love & Pain.

### Tracce
- 7"

1. Lean on Me - 3:58
2. Pump It Up (Lean on Me) (Reprise) - 2:38

## Altre cover
Anche il gruppo hip hop tedesco 2-4 Family, nel 1999, ha pubblicato una cover della canzone, in particolar modo presente nel loro primo album Family Business.
Il brano inoltre è stato reinterpretato anche da Al Jarreau (1985), DC Talk (1992), Michael Bolton (1993), Bonnie Tyler (1999), Mud (1976), Glen Campbell (2004), Garth Brooks (2013), Mitchel Musso (2008) e altri.